# Manabu Horii
Manabu Horii (jap. 堀井学 Horii Manabu; ur. 19 lutego 1972 w Muroranie) – japoński łyżwiarz szybki, brązowy medalista olimpijski, dwukrotny medalista mistrzostw świata oraz zdobywca Pucharu Świata.

## Kariera
Pierwszy medal na arenie międzynarodowej Manabu Horii wywalczył w 1994, kiedy podczas igrzysk olimpijskich w Lillehammer zajął trzecie miejsce w biegu na 500 m, a wyprzedzili go jedynie dwaj nie: Aleksandr Gołubiew i Siergiej Klewczenia. Brał także udział w igrzyskach w Nagano w 1998 oraz rozgrywanych cztery lata później igrzyskach w Salt Lake City, ale plasował się poza czołową dziesiątką. W 1996 zdobył brązowy medal na mistrzostwach świata w wieloboju sprinterskim w Heerenveen, przegrywając tylko z Klewczenią i swym rodakiem, Hiroyasu Shimizu. Rok później zdobył złoto podczas mistrzostw świata na dystansach w Warszawie, wyprzedzając Rogera Strøma z Norwegii i Hiroyasu Shimizu. Łącznie 52 razy stawał na podium zawodów Pucharu Świata, odnosząc 22 zwycięstwa. W sezonie 1995/1996 był najlepszy w klasyfikacji końcowej PŚ na 500 m, a w sezonach 1992/1993, 1993/1994 i 1996/1997 był drugi. Ponadto w sezonie 1996/1997 wygrał klasyfikację końcową PŚ na dystansie 1000 m. Ustanowił też trzy rekordy świata.
Po zakończeniu kariery sportowej został politykiem. W 2007 wstąpił do Partii Liberalno-Demokratycznej, a rok później został wybrany do Izby Radców, wyższej izby Zgromadzenia Narodowego. Reprezentował wyborców z okręgu Noboribetsu w prefekturze Hokkaido. Zrezygnował z mandatu 28 sierpniu 2024 po skandalu korupcyjnym. 